# Morang
Der Distrikt Morang (Nepali मोरङ जिल्ला) ist einer von 77 Distrikten in Nepal und gehört seit der Verfassung von 2015 zur Provinz Koshi.
Seine Hauptstadt ist Biratnagar, das auch vorläufige Hauptstadt der Provinz ist.

## Geschichte
Der Distrikt ist nach dem Limbu-König Mawrong Mung Hang benannt, der das Königreich von Morang Anfang des 7. Jahrhunderts begründete. Es umfasste die Teraigebiete zwischen den Flüssen Koshi und Mechi. Die Hauptstadt und Festung befanden sich in Rongli, dem heutigen Rangeli. Im Jahre 849 verleibte König Uba Morang seinem Reich Limbuwan ein. Ab 1584 wurde Morang vom Limbu-König Sangla Ing von Varatappa (östlich des heutigen Bijayapur bei Dharan) aus regiert. Der Ing-Dynastie folgten die Sen- und die Khebang-Dynastie bis 1774, als der Gorkha-König Prithvi Narayan Shah, dem Begründer Nepals,  Limbuwan annektierte. Der letzte König Morangs war Buddhi Karna Raya Khebang.

## Geografie, Wirtschaft
Der 1855 km² große Distrikt liegt im Südosten Nepals im Terai an der indischen Grenze. Distriktnachbarn sind Sunsari, Jhapa und Dhankuta. Der Verwaltungssitz Biratnagar ist die viertgrößte Stadt Nepals; weitere wichtige Orte sind Urlabari, Biratchowk and Rangeli.
Bis Mitte des vergangenen Jahrhunderts bestanden noch ausgedehnte Urwälder; Kleine Reste davon finden sich noch am Fuße des Himalaya (Salwälder). Heute ist der Distrikt überwiegend landwirtschaftlich geprägt mit Anbau von Reis und Jute. Dennoch findet sich in Morang die höchste Industriedichte des Landes.

## Bevölkerung
Gemäß der Volkszählung im Jahr 2011 hatte der Distrikt 965.370 Einwohner und die Bevölkerungsdichte betrug 520 Personen/km². In Morang leben verschiedene Ethnien wie die Rajbanshi, Satar, Meche, Koche, Limbu, Dhimal und Gangain. Weitere ethnische Gruppen wie Rai, Dhangad, Tamang, Uraon, Magar, Gurung und viele andere kamen im späten 19. Jahrhundert in den Distrikt. Neben Nepali sind Limbu und Maithili die gebräuchlichsten Sprachen.

## Infrastruktur
Morang gehört zu den am weitesten entwickelten Gebieten Nepals. Der Distrikt ist verhältnismäßig gut durch Straßen erschlossen. In Biratnagar gibt es einen Flughafen.

## Verwaltungsgliederung
Im Distrikt befinden sich folgende Städte:
- Belbari
- Letang-Bhogateni
- Pathari-Shanishchare
- Rangeli
- Sundar Haraicha
- Urlabari
- Ratuwamai
- Sunawarshi

Gaunpalikas (Landgemeinden):
- Budhiganga
- Dhanpalthan
- Gramthan
- Jahada
- Kanepokhari
- Katahari
- Kerabari
- Miklajung